# Сассиноро
Сассиноро (итал. Sassinoro) — коммуна в Италии, располагается в регионе Кампания, подчиняется административному центру Беневенто.
Население составляет 646 человек, плотность населения составляет 50 чел./км². Занимает площадь 13 км². Почтовый индекс — 82020. Телефонный код — 0824.
Покровителем коммуны почитается святой архангел Михаил, празднование 8 мая.